# 于溱
溱（1472年—？年），字本清，北直隸任丘縣（今河北省任丘市）人。明朝政治人物。

## 生平
治《詩經》，由國子生中式乙卯科（1495年）順天府鄉試第一百名舉人，年三十七歲中式正德三年（1508年）戊辰科第三甲第十八名進士。初授行人司行人，六年八月选授兵科給事中。九年八月上穷民状，言顺天等府灾伤，宜行拯恤。十四年左右贬为山东招远县知县。
曾在城西南隅建东江别业。

## 家族
曾祖于允恭，祖父于忠。父于達。母劉氏。永感下，行三，兄于浩、于洪（贡士）。